# Leopoldo Luque
Leopoldo Jacinto Luque, född 3 maj 1949 i Santa Fe, död 15 februari 2021 i Mendoza, var en argentinsk fotbollsspelare (anfallare).
Luque spelade för Unión de Santa Fe, Rosario Central, River Plate, Racing Club de Avellaneda och Chacarita Juniors. 1978 var han med i Argentinas världsmästarlag och gjorde fyra mål under turneringen. Han spelade 45 landskamper/22 mål för Argentina (1975–1981).